# سارگیس گالستیان
سارگیس گالستیان (ارمنی: Սարգիս Գալստյան؛ زادهٔ ۲۰ ژانویهٔ ۱۹۷۹) بازیگر و کارگردان فیلم اهل ارمنستان است. وی از سال ۲۰۰۰ میلادی به ایتالیا مهاجرت کرده و از همان هنگام مشغول بسط فعالیت‌های هنری خود بوده است. وی دانش‌آموختهٔ دانشگاه دولتی علوم پرورشی خاچاطور آبوویان ارمنستان و پس از مهاجرت به ایتالیا با کمک همسرش مارینه گالستیان انجمن فرهنگی ایتالیایی-ارمنی «اینکُنتروورسو» را بنیان نهاد. او به چهار زبان ارمنی، ایتالیایی، فرانسوی و انگلیسی سخن می‌گوید.
از فیلم‌ها یا مجموعه‌های تلویزیونی که وی در آن‌ها نقش داشته است، می‌توان به جایی در آفتاب اشاره نمود.